# Distretto di Pasdargom
Il distretto di Pasdargom o Pastdargom (usbeco Pаstdаrg`om) è uno dei 14 distretti della Regione di Samarcanda, in Uzbekistan. Il capoluogo è Juma.
| Controllo di autorità | VIAF (EN) 140960664 · LCCN (EN) n2010048520 |